# 이지스자산운용
이지스자산운용 주식회사(영어: IGIS Asset Management)는 대한민국 서울특별시에 본사를 둔 부동산 투자 회사이다.

## 역사
2010년 김대영에 의해 PS자산운용이라는 이름으로 설립되었으며, 2012년에 이지스자산운용으로 사명을 변경하였다.

### 내용주
1. ↑  2018년 사망
2. ↑  Integrated Global Investment Solution의 약자